# Gnadenbild der Gottesmutter von Rokitno

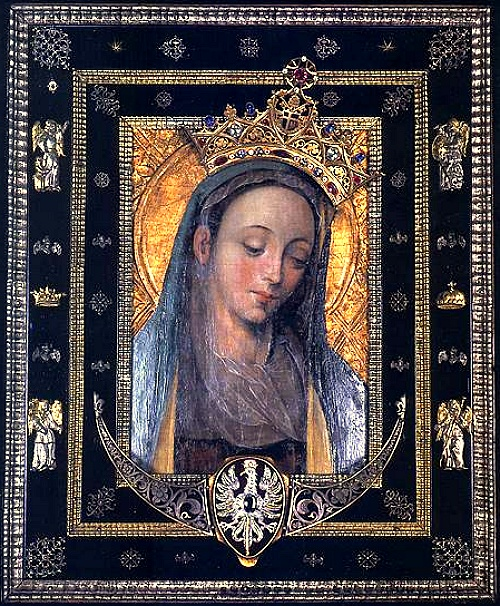
Mutter Gottes vom weißen Adler

Das Gnadenbild der Gottesmutter von Rokitno (poln. Cudowny Obraz Matki Bożej Rokitniańskiej) ist eine Marienikone aus dem gräflichen Haus Opaliński in Großpolen. Es ist auch unter den Namen Muttergottes vom weißen Adler, Die geduldig zuhörende Muttergottes und Muttergottes des polnischen Rittertums bekannt.

## Beschreibung
Das Bild wurde Anfang des 16. Jahrhunderts durch niederländische Meister auf Lindenholz geschaffen. Auf goldenem Hintergrund ist Maria abgebildet, die, charakteristisch für dieses Werk, mit unverhülltem Ohr den Blick nach unten senkt. Aus diesem Grund wird Maria auch die „geduldig Zuhörende“ genannt.
Ihren Kopf umgibt eine filigran geschnitzte Aureole und das Gesicht ist leicht nach links geneigt. Das Haupthaar wird von einem weißen Musselin-Schleier und einem weiteren blau-gelben Schleier bedeckt, die Brust ist dunkelrot. Das Bild ist stark geschmückt, jedoch nicht sehr groß, die Maße sind: 40 cm Höhe × 27 cm Breite.
Das Bild zählt zu den wichtigsten religiösen Bildnissen Polens.

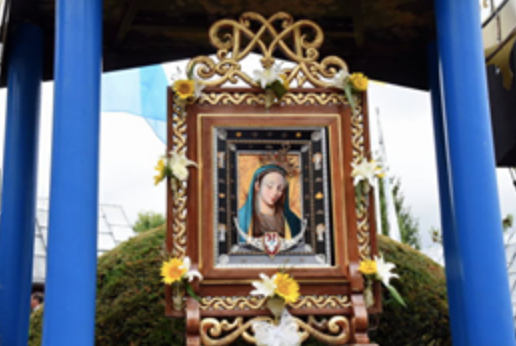
Gnadenbild der Gottesmutter von Rokitno bei einer feierlichen Prozession

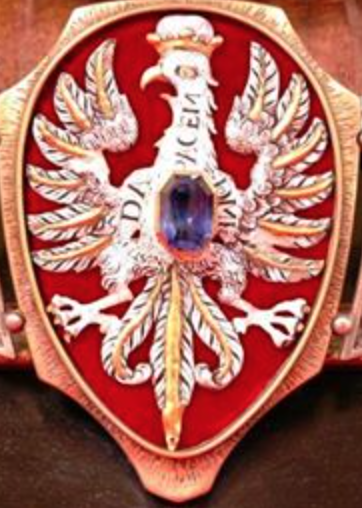
Der weiße Adler verliehen durch König Korybut Wiśniowiecki zum Andenken an die wundertätige Mutter Gottes Maria.

## Geschichte

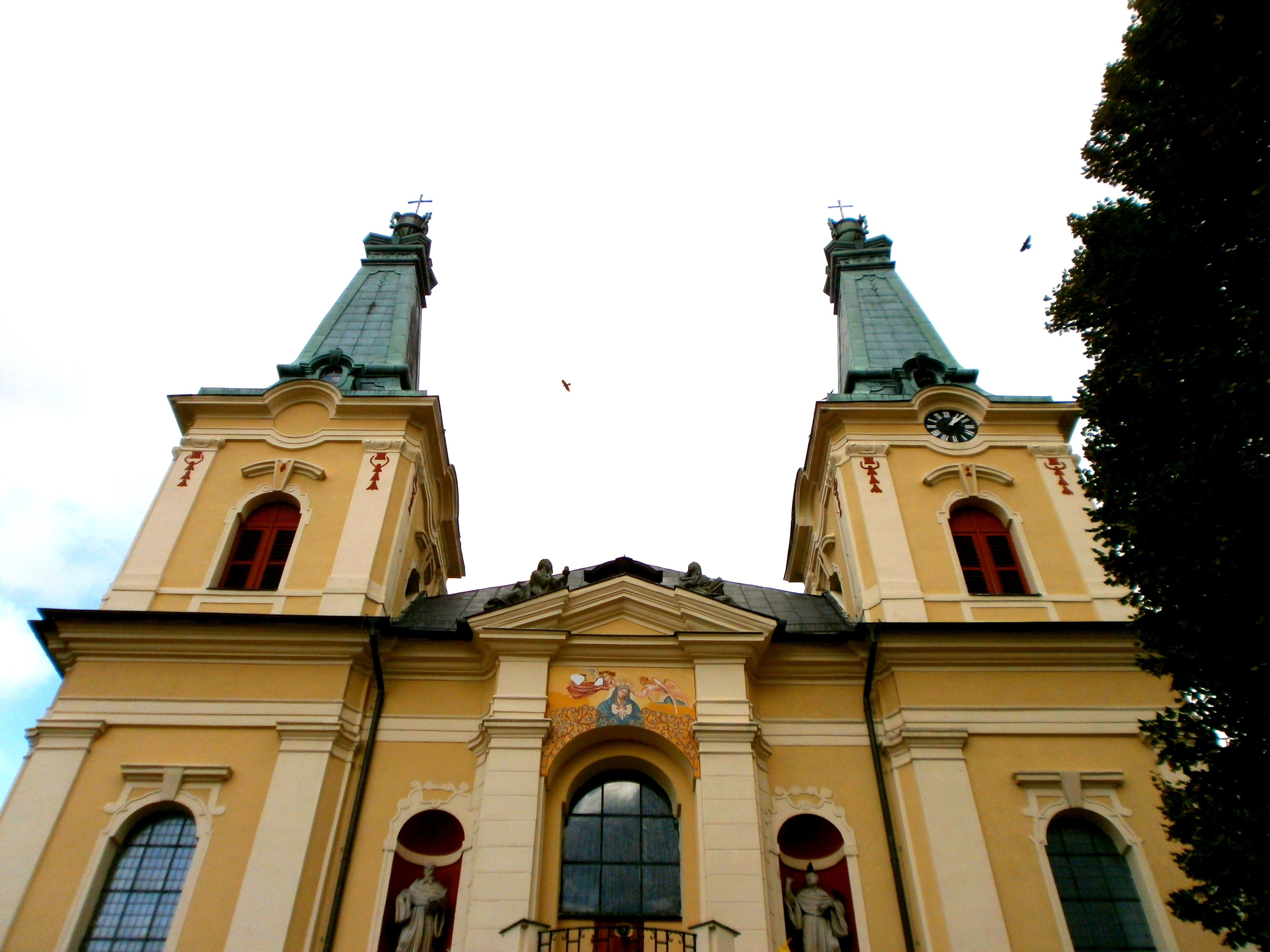
Die Wallfahrtskirche in Rokitno

Im Jahr 1624 trat Katharina, eine Tochter der Fürstenfamilie Leszczyńskich, durch Heirat in das Haus der Magnatenfamilie Opalinski ein und brachte das Bild der Gottesmutter Maria mit. Ihr Sohn Graf Kazimir Jan Opalinski, ein Zisterzienser-Abt in Bledzewo, erbte das Gemälde nach ihrem Tod.
Eine Überlieferung besagt, dass Graf Opalinski in einem Traum eine Erscheinung hatte, die ihm befahl, er solle die Marienverehrung fördern. Deshalb brachte er die Ikone in die Klosterkapelle.

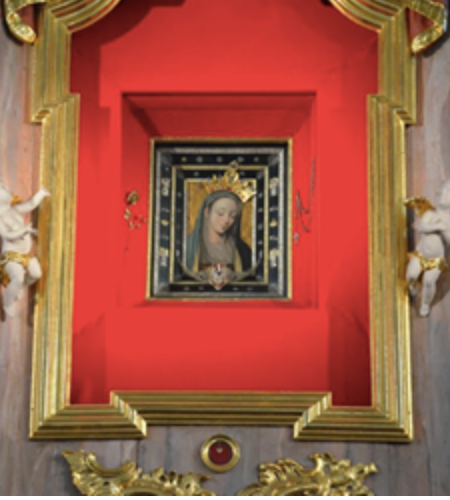
Gnadenbild der Gottesmutter von Rokitno

1669 überführte Graf Opalinski das Bild in die Hauptkirche der Wallfahrtsortes Rokitno. Der Marienkult wuchs immer mehr an und die angebliche Wundertätigkeit des Gnadenbildes, durch das Opalinski von einer schweren Krankheit genesen sein soll, sprach sich in Polen herum. Deshalb entschloss sich der Bischof von Posen, eine theologische Kommission einzuberufen, welche die Wundertätigkeit des Bildes prüfen sollte. 1670 stellte die theologische Kommission die Wundertätigkeit fest und seitdem gilt das Bild nach kirchenrechtlichem Gesetz als wundertätig. Der Ruf der wundertätige Muttergottes gelangte auch nach Warschau, an den Hof von König Michał Korybut Wiśniowiecki, wohin das Bild auf Bitten des Königs gebracht wurde.
Kurze Zeit später nahm der König das Bild nach Lublin mit, als er gemeinsam mit der polnischen Ritterschaft einen Aufstand des polnischen Adels (Szlachta) niederschlagen wollte. Ab diesem Zeitpunkt wird die wundertätige heilige Mutter Gottes Maria auch Frontmadonna oder Muttergottes des Rittertums genannt. König Korybut Wiśniowiecki fügte zum Andenken an die wundertätige Mutter Gottes Maria dem Bildneinen weißen Adler hinzu mit der Inschrift: „Da pacem Domine in diebus nostris“ (lateinisch: „Gib Frieden, Herr, in unseren Tagen“). Der weiße Adler mit königlicher Krone gilt als Symbol des polnischen Königtums. Seit diesem Tag wird das Bild als wundertätige Königin Mutter Gottes des weißen Adlers bezeichnet und die Ikone wurde in der Kapelle des Warschauer Königsschlosses untergebracht.

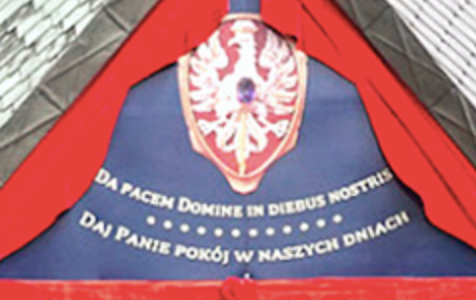
Feierliche Inschrift mit dem weißen Adler am Gnadenbild: „Da pacem Domine in diebus nostris“ (lateinisch: „Gib Frieden, Herr, in unseren Tagen“).

Erst Jahre später stimmte König Korybut Wiśniowiecki zusammen mit seiner Gattin Eleonora von Habsburg einer Überführung des Bildes nach Rokitno zu. Dabei ordnete Korybut Wiśniowiecki an, dass die Ikone in jedem Ort und in jedem Dorf auf ihrem Weg nach Rokitno feierlich empfangen und geehrt werden sollte. Der Weg der damaligen Prozession ist noch heute bekannt und wird in Polen verehrt. Am Platz der vorletzten Station der Überführung auf einem Hügel zwischen den Feldern von Rokitno und Lubikow wurde eine kleine steinerne Kapelle erbaut. Am 21. November 1671 wurde das Muttergottesbild der von der Hauptkirche in Rokitno in die neue Kapelle überführt.
Ab 1810 ging der Pilgerstrom zum Bildnis der wundertätige Königin Mutter Gottes des weißen Adlers zurück, vor allem als Folge der napoleonischen Kriege. Erst nach dem Zweiten Weltkrieg nahm der Pilgerzug nach Rokitno wieder zu.
Im Jahr 1969 feierte die Überführung der Ikone nach Rokitno durch Graf Opalinsiki dreihundertjähriges Jubiläum. Eine feierliche Prozession durch die Ortschaft, begleitet von Pilgern aus der ganzen Welt und dem polnischen Klerus, findet aus diesem Anlass immer am 16. August statt.

## Anerkennung durch den Vatikan
Im Jahr 1971 besuchte der damalige Erzbischof von Krakau und spätere Papst Karol Wojtyła Rokitno. Er stimmte einer Krönung der wundertätigen Königin Mutter Gottes des weißen Adlers zu. Anlässlich der Krönung überreichte er der Kirchengemeinde von Rokitno einen silbernen Rosenkranz und eine goldene päpstliche Rose, die heute neben dem Bild ausgestellt sind.
Zusätzlich übergab der Papst auch ein Messgewand zusammen mit einer Bischofsmitra, einer weißen Soutane und einem Subbirettum (Scheitelkäppchen) als Zeichen der geistigen Verbindung zwischen dem polnischen Papst im Vatikan und der Kirchengemeinde in Rokitno. Das Dorf wird jährlich von ca. 300.000 Pilgern besucht.
Am 22. April 1989 segnete man im Vatikan die Krone der wundertätigen Königin Mutter Gottes des weißen Adlers und am 18. Juni 1989 wurde die Muttergottes durch den Kardinal und polnischen Primas Józef Glemp feierlich gekrönt. Diesem Ereignis wohnten mehr als 400.000 Gläubige bei.

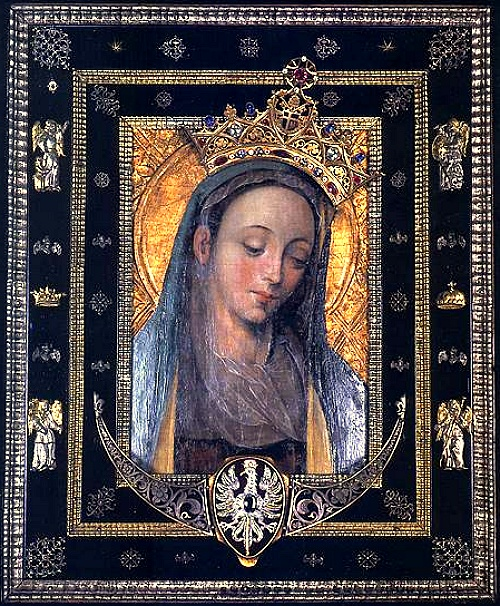
Muttergottes vom weißen Adler

Die Kirche in Rokitno gehört zu den wichtigsten Marien-Wallfahrtskirchen in Polen und trägt seit 2002 den Ehrentitel einer Basilica Minor.